# Полая Луна

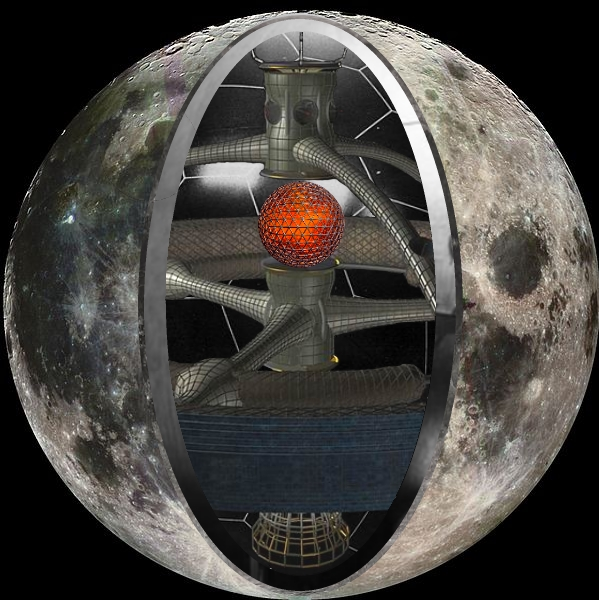
Внутренняя часть полой Луны в представлении современного художника

Гипотеза полой Луны — устаревшая псевдонаучная гипотеза, предполагающая, что единственный спутник Земли, Луна, либо полностью полая, либо каким-то иным образом содержит обширное внутреннее пространство. Никаких научных доказательств, подтверждающих эту идею, не существует; сейсмические наблюдения и другие данные, собранные с тех пор, как космические аппараты начали исследования на орбите Луны или после приземления на её поверхность, показывают, что она имеет тонкую кору, обширную мантию и небольшое плотное ядро, хотя внутренние породы Луны в целом намного менее плотные в сравнении с земными.
Концепция полой Луны имеет определённое сходство с более известной маргинальной теорией полой Земли, которая часто обыгрывалась в научно-фантастической литературе до начала эпохи космических полётов. Первое предположение о полой Земле было сделано учёным Эдмундом Галлеем в 1692 году, а первая публикация, в которой упоминается полая Луна, появилась в романе Герберта Уэллса «Первые люди на Луне» (1901).

## Общие сведения
Как правило, теория предполагает, что Луна — искусственно созданный объект, своего рода космический корабль инопланетной цивилизации. Поэтому её иногда называют гипотезой «Луны-корабля», и она часто соответствует представлениям об НЛО или палеоконтакте.
Греческая мифология с Аидом в качестве божества подземного мира, а также ранние религиозные концепции о христианском аде способствовали формированию представлений о том, что Земля может быть полой.
Первое предположение о полой Луне впервые опубликовано в качестве фантастического мотива в романе Герберта Уэллса «Первые люди на Луне». Хотя Уэллс заимствовал идею о полых небесных телах из более ранних художественных произведений, таких как роман норвежско-датского писателя Людвига Хольберга «Подземные путешествия Нильса Клима» (англ. Niels Klim’s Underground Travels, 1741). Этим произведениям предшествовали предположения о полой Земле учёными Нового времени. Теории Эдмунда Галлея, выдвинутые в 1692 году, были первыми на тему предполагаемой обширной пустоте в Земле.
В настоящее время теория полой Луны считается не только маргинальной, но и устаревшей. В средствах массовой информации она часто преподносится как теория заговора, а концепция Луны как космического корабля часто упоминается как одно из убеждений знаменитого конспиролога Дэвида Айка.

## Мнения и опровержения

### Васин—Щербаков
В 1970 году учёные академии наук СССР Михаил Васин и Александр Щербаков выдвинули гипотезу о том, что «Луна — это космический корабль, созданный неизвестными существами». Статья называлась «Является ли Луна созданием инопланетного разума?» и публиковалась в журнале «Спутник», советском эквиваленте «Ридерз дайджест».
Их гипотеза в значительной степени опирается на предположение, что большие лунные кратеры, которые, как принято считать, образовались в результате падения метеоритов, всё-таки слишком мелкие и имеют плоское или даже выпуклое дно. Они выдвинули гипотезу, что меньшие метеоры образуют чашеобразную впадину на каменистой поверхности Луны, в то время как более крупные метеоры пробивают каменистый слой и ударяются о некий «бронированный корпус» под ним.
В статье авторы ссылаются на более раннюю гипотезу астрофизика Иосифа Шкловского, который предположил, что марсианский спутник Фобос мог быть пустотелым искусственным спутником; позже было доказано, что это не так. Американский журналист-скептик Джейсон Колавито отмечает, что все выводы Васина и Щербакова носят косвенный характер и что в 1960-х годах атеистический Советский Союз продвигал концепцию возможного палеоконтакта, якобы пытаясь подорвать традиционную западную христианскую веру.

### «Луна-колокол»
Между 1969 и 1977 годами сейсмометры, установленные на Луне в рамках американской программы «Аполлон», регистрировали лунотрясения. При этом Луна описывалась «звенящей, как колокол», особенно это касалось неглубоких лунотрясений. Эта фраза была опубликована в марте 1970 года в специальной статье журнала Popular Science.
20 ноября 1969 года руководство миссии «Аполлон-12» намеренно разделило высадку астронавтов на поверхность Луны на несколько этапов; специалисты НАСА сообщили, что вначале Луна «звенела» в течение почти часа, что привело к аргументам, что она может быть полой, подобно колоколу. Однако позже лунные сейсмологические эксперименты показали, что на Луне происходят неглубокие лунотрясения, которые действуют иначе, чем землетрясения на Земле из-за различий в структуре, типе и плотности планетарных слоёв, и нет никаких свидетельств наличия обширного свободного пространства внутри Луны.

### «Идеальные» солнечные затмения
В 1965 году писатель Айзек Азимов заметил:
Что делает полное затмение таким замечательным, так это явная астрономическая случайность, когда Луна так ровно закрывает Солнце [во время затмения]. Диск луны достаточно велик, чтобы иногда полностью закрывать диск Солнца таким образом, что даже становятся видны звёзды. [...] Большее расстояние от Земли до Солнца компенсирует его больший размер, и в результате для наблюдателя с Земли Луна и Солнце кажутся равными по размеру. [...] Нет никаких астрономических причин тому, что Луна и Солнце должны так хорошо сочетаются друг с другом во время затмения, это полнейшее совпадение, и только Земля из всех планет обладает такой особенностью.
— Айзек Азимов,  «О времени, пространстве и других вещах.»

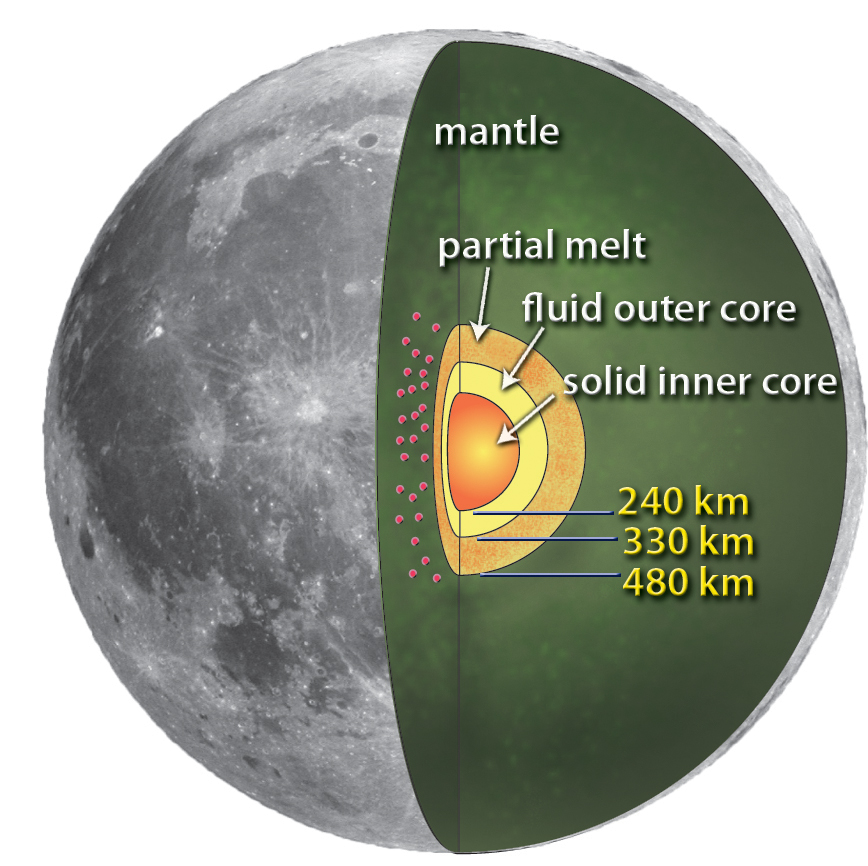
Схема внутреннего строения Луны.

С 1970-х годов сторонники теории полой Луны цитировали исследования солнечных затмений Азимова как свидетельство искусственности Луны, хотя астрономы отвергали и отвергают такую интерпретацию. Они отмечают, что угловые диаметры Солнца и Луны со временем меняются на несколько процентов и на самом деле не могут идеально совпадать во время затмений. Кроме того, впоследствии было установлено, что Земля не единственная планета с подобного рода спутником: Прометей, спутник Сатурна, имеет примерно такой же угловой диаметр, как и Солнце, если бы была возможность наблюдать его с самого Сатурна.

### Плотность Луны
Тот факт, что лунные слои в целом менее плотные в сравнении с земными иногда выдвигается в качестве аргумента в пользу наличия неких полостей внутри. Средняя плотность Луны составляет 3,3 г/см3, а Земли — 5,5 г/см3. Одно из объяснений этого несоответствия состоит в том, что Луна предположительно образовалась в результате гигантского удара, из-за которого наружная часть коры ранней Земли могла быть выброшена на её орбиту. Верхняя мантия и земная кора гораздо менее плотные, чем её ядро.